# Писанко Віктор Вікторович
Ві́ктор Ві́кторович Пи́санко — підполковник медичної служби Збройних сил України.

## З життєпису
Станом на березень 2017-го — заступник командира госпіталю, Дніпровський військовий госпіталь.
З 2018року працював на посадіначальника лікувально — евакуаційного управління Міністерства Оборони України.

## Нагороди
14 серпня 2014 року — за особисту мужність і героїзм, виявлені у захисті державного суверенітету та територіальної цілісності України, вірність військовій присязі під час російсько-української війни, відзначений — нагороджений орденом Богдана Хмельницького III ступеня.